# کشاورزخانه

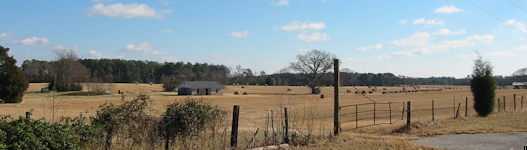
یک کشاورزخانه در جنوب آگوستا، جورجیا.

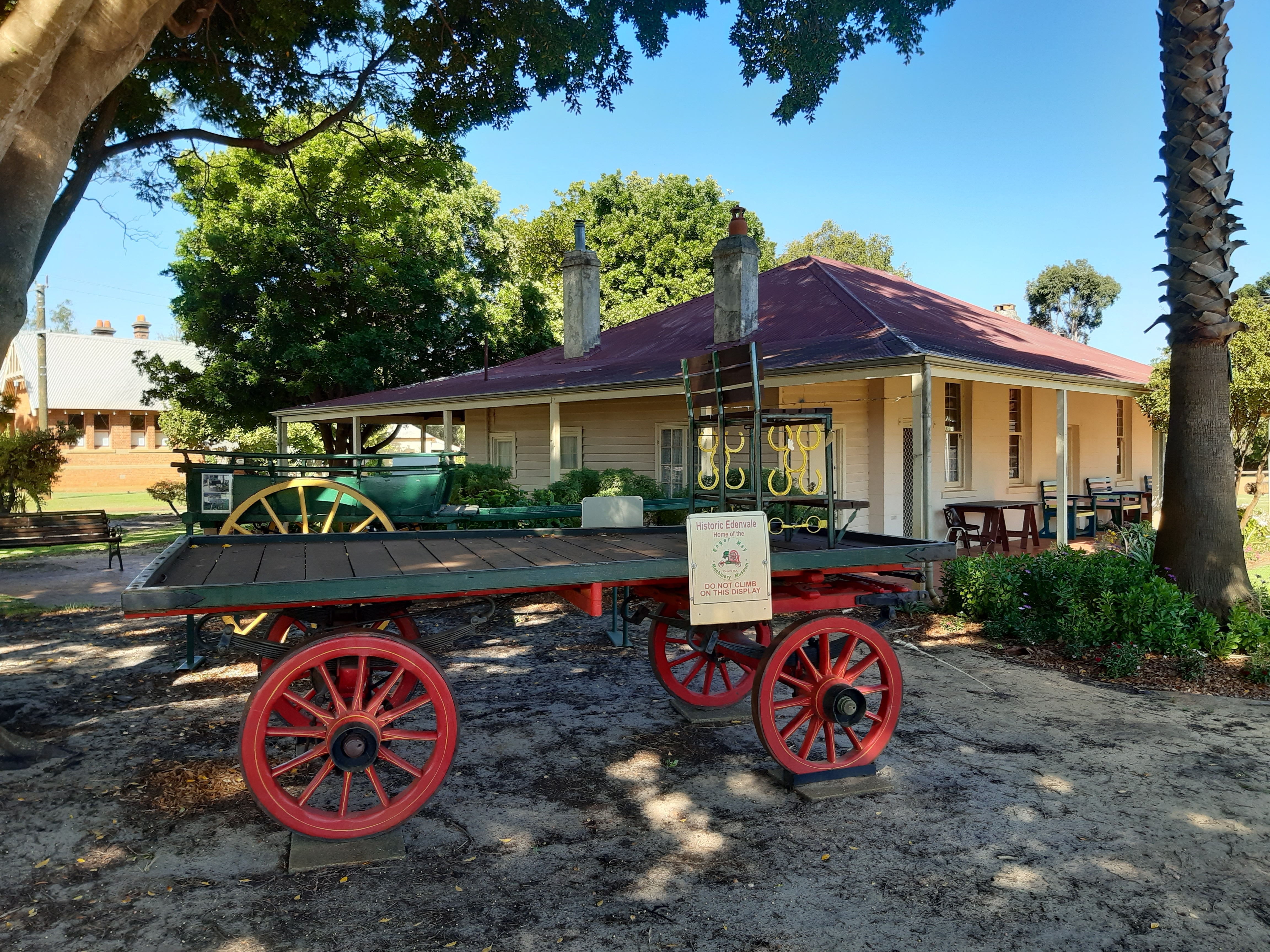
یک کشاورزخانه در پینجارا، غرب استرالیا.

کشاورزخانه به سبکی از خانه‌های معمولاً بزرگ و کشتزار و انبار پیرامونش گفته می‌شود که بیشتر در آمریکای شمالی دیده می‌شود. سکونتگاه کشاورزان در یک کشاورزخانه، به‌طور تک‌افتاده در میان مزرعه ساخته می‌شود. مزرعه‌های بزرگ و دامداری‌های بزرگ آمریکایی شمالی معمولاً در درون خود یک کشاورزخانه دارند.
در آمریکای شمالی، کلمه کشاورزخانه (انگلیسی: Homestead) از لحاظ تاریخی به زمینی گفته می‌شود که بر اساس قوانینی که در ایالات متحده به آن قوانین اسکان کشاورزان (Homestead Acts) و در کانادا قوانین مستملکات (Dominion Lands Acts) گفته می‌شود به یک کشاورزان مهاجر اعطا می‌شد. این مهاجران، بیشتر اروپایی‌تباران ساکن شرق آمریکا بودند که به مناطق غربی‌تر آمریکا می‌آمدند.
در استرالیا به یک محدوده دامداری، «ایستگاه» و به خانه مالک دامداری و ساختمان‌های جانبی آن Homestead (کشاورزخانه) می‌گویند. در آفریقای جنوبی این واژه برای مجموعه‌ای از چندین خانه استفاده می‌شود که معمولاً یک خانوار چندنسلی بزرگ در آن‌ها زندگی می‌کنند.